# Sainte-Suzanne (Haiti)
Sainte-Suzanne, in creolo haitiano Sent Sizàn, è un comune di Haiti facente parte dell'arrondissement di Trou-du-Nord nel dipartimento del Nord-Est.